# Dante Washington
Dante Deneen Washington (* 21. November 1970 in Baltimore, Maryland, USA) ist ein ehemaliger US-amerikanischer Fußballspieler auf der Position eines Stürmers. Zurzeit arbeitet er bei Ohio News Network (ONN) als Fußballkommentator.

## Karriere

### Spielerkarriere
Washington begann seine Karriere als Fußballspieler an der Radford University im Jahre 1988 und spielte dort bis zu seinem Abgang im Jahr 1992. Nur zwei Jahre später kam er im Jahre 1994 zu den Washington Warthogs, bei denen er bis 1996 unter Vertrag stand. Zu seinen ersten Profieinsätzen in der neugegründeten Major League Soccer (MSL) kam er im Jahre 1996 bei Columbus Crew, für die er nur drei Spiele absolvierte, ehe er noch im selben Jahr nach Texas zu Dallas Burn transferierte. In den Jahren 1996 bis 2000 lief Washington 85 Mal für die Rot-Weiß-Blauen auf und erzielte dabei 24 Tore. Außerdem wurde er mit der Mannschaft 1997 US-amerikanischer Pokalsieger.
Nach einem Draft im Jahre 2000 kam Washington erneut zu Columbus Crew, für die er bis zu seinem Wechsel zu den Virginia Beach Mariners im Jahre 2003 insgesamt 72 Ligaspiele absolvierte und dabei 28 Mal ins Tor traf. In seiner Zeit, die er von 2003 bis 2004 bei den heute nicht mehr existenten Virginia Beach Mariners in der zweitklassigen A-League verbrachte, erzielte er bei 27 absolvierten Spielen 17 Tore. Im Jahre 2004 kam er für ein einziges Match noch einmal zurück zu Columbus Crew und wechselte daraufhin 2005 nach Salt Lake City zum dort spielenden und gerade erst gegründeten Fußballverein Real Salt Lake.
Für den Verein lief er in neun Spielen auf, schoss dabei zwei Tore und beendete daraufhin seine aktive Karriere als Fußballspieler. Kurz darauf kam er noch zu einigen Kurzeinsätzen beim Indoor-Soccer-Klub Baltimore Blast. Insgesamt erzielte er in der höchsten US-amerikanischen Spielklasse, der MLS, 52 Tore und kam auf 30 Assists. Im Jahre 1997 wurde er von der Radford University in deren Sports Hall of Fame aufgenommen.

### International
Insgesamt kam Washington in sechs Spielen für die US-amerikanische Nationalmannschaft zum Einsatz und schoss dabei zwei Tore. Eines erzielte er bei seinem Debütspiel am 12. März 1991 gegen Mexiko. Außerdem war er Mitglied der Olympiamannschaft seines Landes bei den Olympischen Sommerspielen 1992 in Barcelona, wo er beim Gruppenspiel gegen Italien am 24. Juli 1992 zum Einsatz kam. Die Italiener konnten am Ende das Spiel mit 2:1 für sich entscheiden.

### Karriere als Fußballkommentator
Nach seinem Karriereende als Fußballspieler begann Washington beim Ohio News Network (ONN) als Sportreporter und kommentiert seitdem Heimspiele von Columbus Crew.

## Erfolge
- 1× Playoff-Halbfinale: 2002 mit Columbus Crew
- 3× Playoff-Viertelfinale: 1996, 2001 und 2004 mit Columbus Crew
- 2× US-amerikanischer Pokalsieger: 1997 mit Dallas Burn und 2002 mit Columbus Crew
- 2× US-Open-Cup-Viertelfinale: 2000 und 2001 mit Columbus Crew
- 1× US-Open-Cup-Achtelfinale: 2004 mit Columbus Crew
- 1× MLS Supporter's Shield: 2004 mit Columbus Crew